# Kepler-37
Désignations
Kepler-37 est une étoile de type naine jaune située dans la constellation de la Lyre, à ∼ 209 a.l. (∼ 64,1 pc) de la Terre. Elle est entourée par un système de quatre exoplanètes découvert en septembre 2012 par le télescope spatial Kepler : Kepler-37 b, Kepler-37 c et Kepler-37 d ainsi que Kepler-37 e dont l'existence a été confirmée en mai 2014.

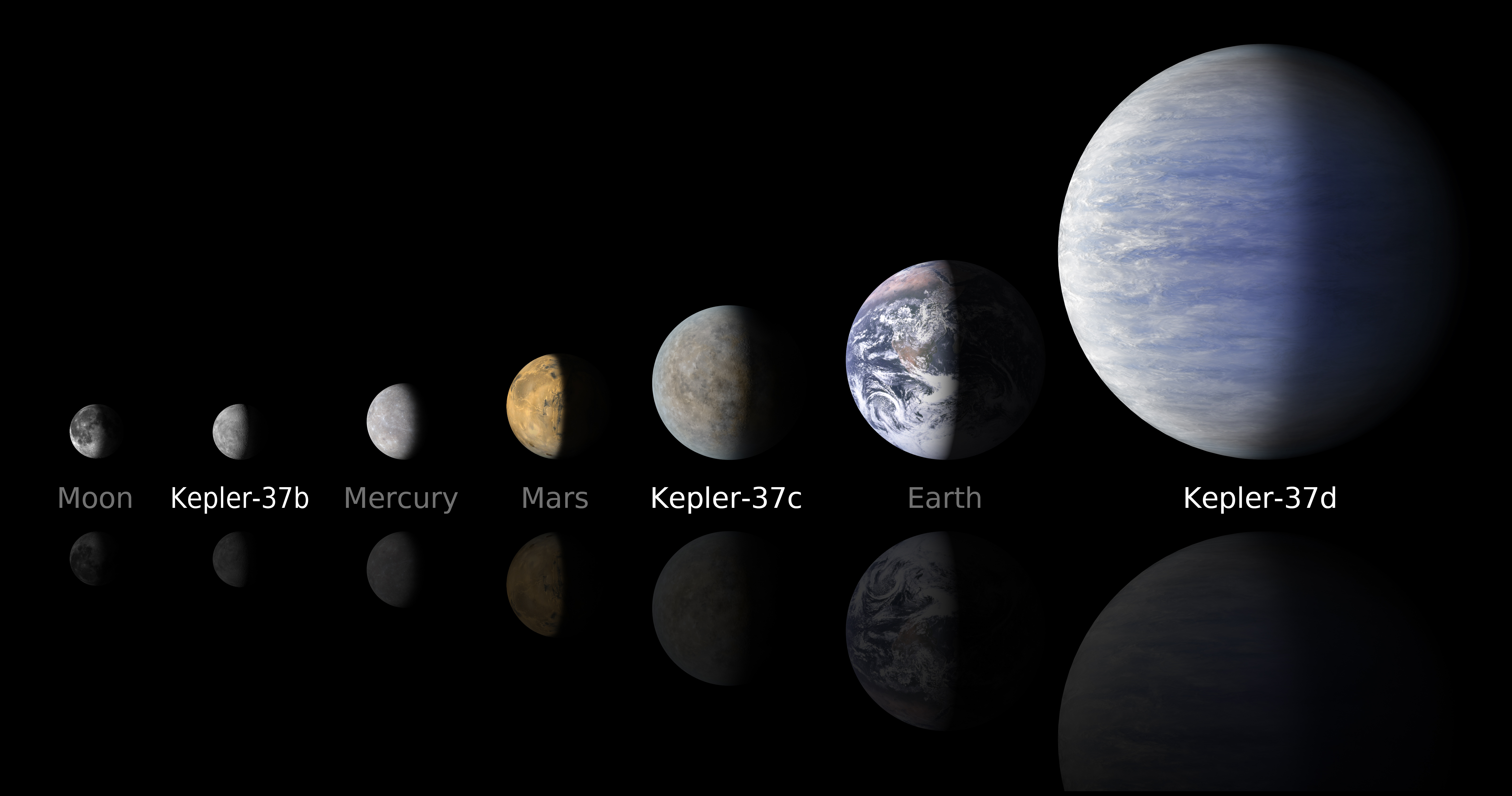
Comparaison des exoplanètes du système planétaire Kepler-37 avec quelques astres telluriques du système solaire.